# Hans Röhling
Hans Röhling, auch Röling, zeitgemäß auch Roligk und andere Schreibweisen, (* um 1485/1490 vielleicht in Geyer; † 9. Juni 1564 in Freiberg) war ein kursächsischer Bergbeamter, Montanunternehmer und Grundherr.

## Leben und Wirken
Röhling wird erstmals 1518 in einer Zehntenrechnung in Geyer erwähnt. Möglicherweise im selben Jahr, spätestens jedoch seit 1523 war er Bergmeister von Geyer. Auch eine Silberhütte gehörte ihm.
Am 10. November 1527 erwarb er vom Kloster Grünhain das Gebiet um den Bärenstein als Erblehngut (später Mannlehngut). Die nachfolgenden Rodungen samt Ansiedlungen von Bauern gaben der sich entwickelnden Gemeinde einen bedeutenden Aufschwung. Das Jahr gilt deshalb als das Gründungsdatum von Bärenstein.
Von 1530 bis 1533 war er Zehntner des Bergamts Geyer und damit unmittelbarer Vorgänger von Adam Ries. 1534 wurde er Bürgermeister von Annaberg.
1542 wurde er zum Amtsverweser für das Freiberger Bergrevier bestallt und spätestens seit 1546 war er Bergamtsverwalter. In dieser neuen Funktion des albertinischen Sachsens hatte er erstmals nicht nur die Aufsicht über ein Bergamtsrevier (diese hatten nach wie vor die Bergmeister), sondern über alle Bergstädte des neu geschaffenen Erzgebirgischen Kreises. Ihm zur Seite gestellt wurde der Bergvogt Simon Bogner, ebenfalls ein erfolgreicher Montanunternehmer. Hiermit begann die Herausbildung des Sächsischen Oberbergamts als Mittelbehörde. Etwa zu dieser Zeit erwarb Röhling auch die Grundherrschaft über Conradsdorf.
Hans Röhling wurde neben seiner Frau Anna Patzschke († 1553) im Freiberger Dom beigesetzt. Dort erinnerte ein Epitaph an ihn:

„ANNO DNI. 1564. DEN 9. IVNII IST DER ERBAR VND VESTE HANS ROLIGK DER CHVRF. SECH. ERTZGEBIRG. BERGK-AMTS-VORWALTER SELIGKLICH IN CHRISTO ENTSCHLAFFEN.“

## Familie
Hans entstammte dem Adelsgeschlecht Röhling und war ein Sohn von Markus Röhling dem Älteren. Aus der Ehe von Hans Röhling und Anna Patzschke gingen sieben Söhne und zwei Töchter hervor. Markus Röhling der Reiche (* 1511/1517, † 1581 in Annaberg) folgte ihm als Bergamtsverwalter nach. Er machte sein Vermögen ebenfalls mit Bergbau, u. a. mit der Grube Himmlisch Heer in Annaberg. Nach ihm ist der Markus-Röhling-Stolln, heute Besucherbergwerk, benannt. Beigesetzt wurde er in der St. Annenkirche (Annaberg-Buchholz). Siegmund Röhling (um 1529–1603) war von 1587 bis 1600 Bürgermeister von Freiberg und Erbe von Conradsdorf.